# Municipio de Grant (condado de Dickinson)
El municipio de Grant (en inglés: Grant Township) es un municipio ubicado en el condado de Dickinson en el estado estadounidense de Kansas. En el año 2010 tenía una población de 977 habitantes y una densidad poblacional de 11,87 personas por km².

## Geografía
El municipio de Grant se encuentra ubicado en las coordenadas 38°54′51″N 97°11′57″O / 38.91417, -97.19917. Según la Oficina del Censo de los Estados Unidos, el municipio tiene una superficie total de 82.3 km², de la cual 81,24 km² corresponden a tierra firme y (1,28 %) 1,06 km² es agua.

## Demografía
Según el censo de 2010, había 977 personas residiendo en el municipio de Grant. La densidad de población era de 11,87 hab./km². De los 977 habitantes, el municipio de Grant estaba compuesto por el 96,93 % blancos, el 0,72 % eran afroamericanos, el 0,41 % eran de otras razas y el 1,94 % eran de una mezcla de razas. Del total de la población el 3,48 % eran hispanos o latinos de cualquier raza.